# Detroit Pistons 2007-2008
La stagione 2007-08 dei Detroit Pistons fu la 59ª nella NBA per la franchigia.
I Detroit Pistons vinsero la Central Division della Eastern Conference con un record di 59-23. Nei play-off vinsero il primo turno con i Philadelphia 76ers (4-2), la semifinale di conference con gi Orlando Magic (4-1), perdendo poi la finale di conference con i Boston Celtics (4-2).

## Roster
| N° | Naz.                   | Ruolo | Sportivo         | Anno | Alt. | Peso |
| -- | ---------------------- | ----- | ---------------- | ---- | ---- | ---- |
| 1  | Stati Uniti (bandiera) | G     | Chauncey Billups | 1976 | 191  | 92   |
| 3  | Stati Uniti (bandiera) | G     | Rodney Stuckey   | 1986 | 196  | 93   |
| 5  | Argentina (bandiera)   | A     | Wálter Herrmann  | 1979 | 206  | 102  |
| 6  | Stati Uniti (bandiera) | G     | Ronald Murray    | 1979 | 193  | 86   |
| 7  | Slovenia (bandiera)    | C     | Primož Brezec    | 1979 | 218  | 114  |
| 8  | Stati Uniti (bandiera) | G     | Juan Dixon       | 1978 | 191  | 74   |
| 9  | Stati Uniti (bandiera) | A     | Jarvis Hayes     | 1981 | 201  | 100  |
| 10 | Stati Uniti (bandiera) | G     | Lindsey Hunter   | 1970 | 188  | 77   |
| 12 | Stati Uniti (bandiera) | A     | Ronald Dupree    | 1981 | 201  | 95   |
| 13 | Stati Uniti (bandiera) | C     | Nazr Mohammed    | 1977 | 208  | 100  |
| 22 | Stati Uniti (bandiera) | A     | Tayshaun Prince  | 1980 | 206  | 98   |
| 24 | Stati Uniti (bandiera) | AC    | Antonio McDyess  | 1974 | 206  | 100  |
| 25 | Stati Uniti (bandiera) | A     | Amir Johnson     | 1987 | 206  | 95   |
| 28 | Stati Uniti (bandiera) | G     | Arron Afflalo    | 1985 | 196  | 98   |
| 32 | Stati Uniti (bandiera) | GA    | Richard Hamilton | 1978 | 198  | 84   |
| 35 | Senegal (bandiera)     | C     | Cheikh Samb      | 1984 | 216  | 111  |
| 36 | Stati Uniti (bandiera) | AC    | Rasheed Wallace  | 1974 | 208  | 102  |
| 42 | Stati Uniti (bandiera) | AC    | Theo Ratliff     | 1973 | 208  | 102  |
| 54 | Stati Uniti (bandiera) | A     | Jason Maxiell    | 1983 | 201  | 118  |

## Staff tecnico
- Allenatore: Flip Saunders
- Vice-allenatori: Terry Porter, Dave Cowens, Michael Curry, Igor Kokoškov
- Vice-allenatore/scout: Bill Pope
- Preparatore fisico: Arnie Kander
- Preparatore atletico: Mike Abdenour